# Amamikonijn
Het amamikonijn (Pentalagus furnessi; Japans: アマミノクロウサギ 奄美野黒兔, Amamino kuro usagi) is een zoogdier uit de familie van de hazen en konijnen (Leporidae). De wetenschappelijke naam van de soort werd voor het eerst geldig gepubliceerd door Stone in 1900. Het amamikonijn wordt vaak omschreven als een levend fossiel, als enige overlevende soort uit het geslacht Pentalagus, waarvan verschillende soorten ooit heel het Aziatische vasteland bevolkten.

## Kenmerken
Het konijn heeft eerder korte poten met gekrulde nagels die worden gebruikt om te graven en om in uitzonderlijke gevallen te klimmen. Het heeft een spitse snuit en kleine ogen en oren. De vacht is dik en zwart op de rug en wordt roder aan de buikzijde. De lichaamslengte bedraagt 42 tot 51 cm, de staartlengte 1 tot 3,5 cm en het gewicht 2 tot 3 kg.

## Leefwijze
Deze dieren zijn 's nachts actief. Dan gaan ze op zoek naar hun voedsel, dat bestaat uit pampagras, spruiten van zoete aardappels, bamboescheuten, noten en boombast. Hun communicatie verloopt via klikgeluiden. Normaal zijn ze solitair, maar ze komen ook voor in groepsverband.

## Voortplanting
Een vrouwtje werp ieder jaar 2 nesten van 2 of 3 jongen.

## Voorkomen
De soort komt enkel voor op de Japanse Amami-eilanden met name Amami Ōshima en Tokunoshima. Daar hebben ze nood aan een mozaïek van oude en jonge bossen. Alhoewel de jacht op het amamikonijn al sinds 1921 verboden is, blijft ze nog steeds bedreigd, onder meer door predatie door verwilderde katten en ingevoerde mangoesten en door het verlies aan geschikte habitats. Schattingen over het aantal overlevende dieren komen uit op maximaal 5000 individuen. 

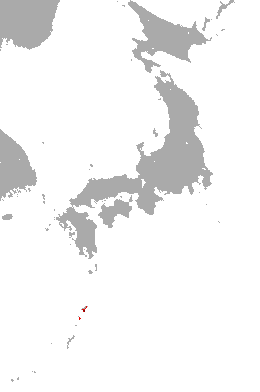
Verspreidingsgebied van het Amamikonijn